# Ernst Alex
Ernst Alex (1 de Março de 1915 - 25 de Outubro de 1965) foi um oficial alemão que serviu na Heer durante a Segunda Guerra Mundial. Foi condecorado com a Cruz de Cavaleiro da Cruz de Ferro.